# Niederdorf (Südtirol)
Niederdorf (italienisch Villabassa) ist eine italienische Gemeinde mit 1622 Einwohnern (Stand 31. Dezember 2023) in Südtirol. Der Ort liegt im Pustertal an der Rienz.

## Geografie
Die Gemeinde Niederdorf befindet sich im Pustertal, genauer im Hochpustertal im Osten Südtirols. Das Ortszentrum (1130–1170 m s.l.m.) liegt im Talboden zu beiden Seiten der Rienz. Richtung Westen der Rienz abwärts folgend markiert die Einmündung des von Süden kommenden Pragser Tals und des Pragser Bachs die Gemeindegrenze zu Prags und Welsberg-Taisten; Richtung Osten der Rienz aufwärts folgend verläuft die Gemeindegrenze zu Toblach am Rand der Weitung des Toblacher Felds. An den sonnenexponierten Hängen der nördlichen Talseite des Pustertals, wo ein bewaldeter Kamm Niederdorf vom Eingangsbereich des Gsieser Tals trennt, liegt die Streusiedlung Eggerberg. Gegen Süden schiebt sich das insgesamt 17,85 km² große Gemeindegebiet in die Gebirgsregionen der Dolomiten bzw. Pragser Dolomiten vor, wo der Sarlkofel (2378 m) und der Lungkofel (2280 m) die höchsten Niederdorfer Gipfel sind.

## Geschichte

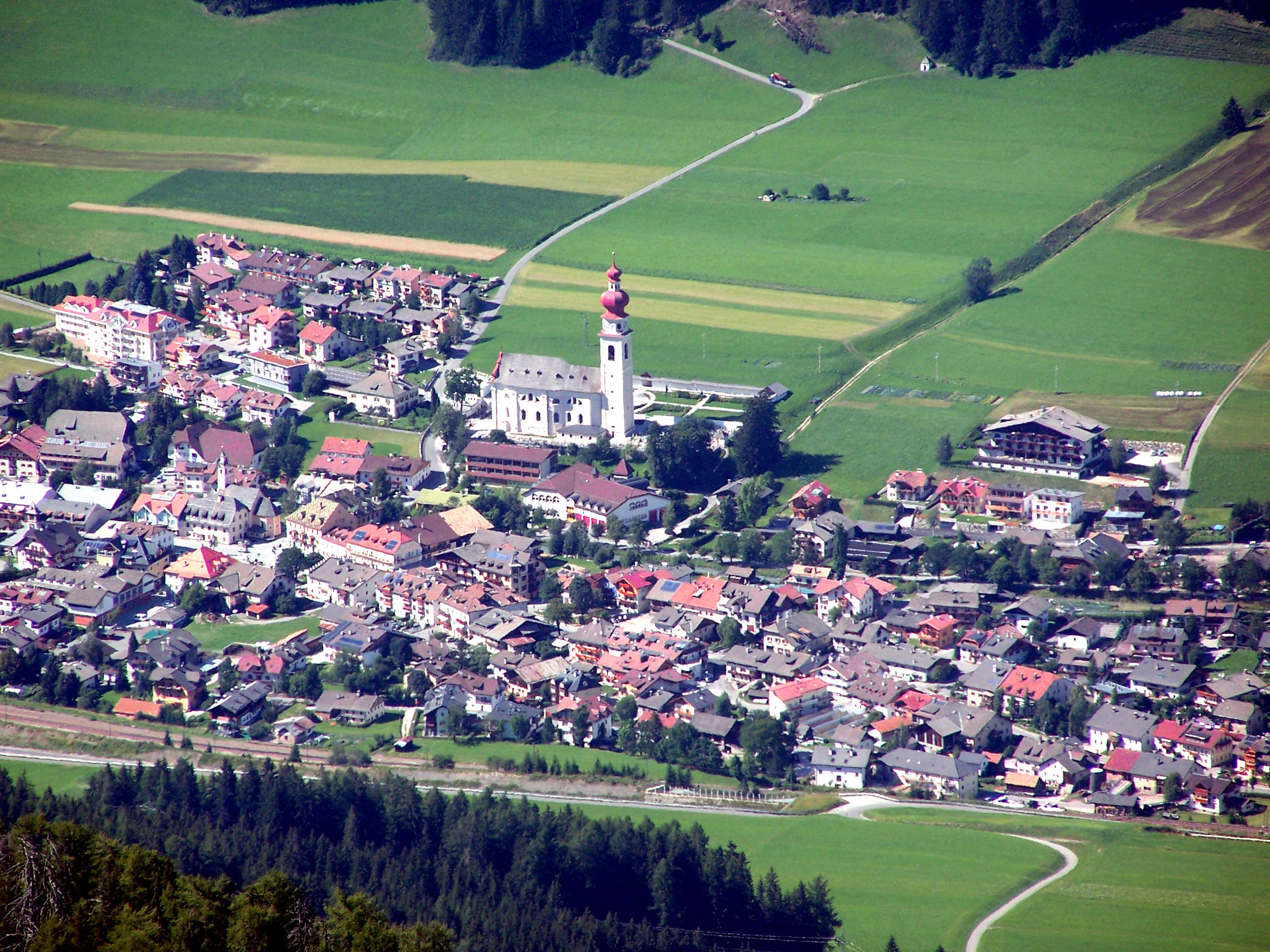
Blick auf das Dorf vom Sarlkofel aus

Auf dem Burgstall oberhalb von Bad Maistatt befand sich eine prähistorische Wallburg. Niederdorf wird in einer Aufzeichnung des Hochstifts Freising von ca. 993/94–1005 als Nidrindorf erstmals genannt, als hier ein Siedler namens Waldmann agrarische Nutzflächen erwarb.
Als eigene Pfarre wird Niederdorf im Jahr 1225 bezeichnet. Unter den Grafen von Görz und Tirol befand sich hier eine Gerichtsstätte. Vom 15. bis zum 18. Jahrhundert war Niederdorf der Wohnsitz des briefadeligen Geschlechts der Edlen von Kurz zum Thurn, auf welches das heutige Gemeindewappen zurückgeht. Seit 1465 besteht mit der von Kurz-Stiftung eine karitative Einrichtung der Bürgerschaft.
Ab der Mitte des 19. Jahrhunderts, insbesondere nach der Eröffnung der Pustertalbahn 1871, wuchs die Bedeutung des Fremdenverkehrs, besonders wegen der nahegelegenen Anziehungspunkte Pragser Wildsee, Plätzwiese und Bad Altprags. Aus Niederdorf stammt auch Frau Emma, eine Pionierin und bedeutende Persönlichkeit des Tiroler Fremdenverkehrs. Bereits 1899 wurde in Niederdorf im Zuge des touristischen Aufschwungs Rasentennis gespielt.
In den letzten Kriegstagen des Zweiten Weltkrieges, Ende April 1945, befreite der Wehrmachtsoffizier Wichard von Alvensleben in Niederdorf einen Transport von 139 prominenten Sonderhäftlingen aus zwölf Nationen, deren SS-Wachmannschaft den Befehl hatte, diese Häftlinge nicht lebend in Feindeshand fallen zu lassen (siehe Befreiung der SS-Geiseln in Südtirol). Zu diesen Häftlingen gehörten u. a. der ehemalige österreichische Bundeskanzler Kurt Schuschnigg, der mehrfache französische Premierminister Léon Blum, Martin Niemöller, einer der führenden Männer der Bekennenden Kirche im Dritten Reich und späterer Kirchenpräsident in Hessen, der spätere Weihbischof Johannes Neuhäusler, Fabian von Schlabrendorff, Alexander Freiherr von Falkenhausen, die Kabarettistin und Ordensfrau Isa Vermehren, der britische Geheimdienstagent Sigismund Payne Best sowie sogenannte Sippenhäftlinge aus den Familien der Widerstandskämpfer vom 20. Juli 1944, u. a. aus den Familien Stauffenberg und Goerdeler. Das Schicksal dieser Häftlinge kurz vor Kriegsende sowie die Befreiung in Niederdorf (auch zum Teil dort am Marktplatz und Gebäuden gedreht) wurden in einer zweiteiligen ZDF / Arte Drama-Dokumentation Wir, Geiseln der SS im Jahre 2014 verfilmt.

## Politik
Bürgermeister seit 1952:
- Leonhard Furch: 1952–1955
- Michael Stragenegg: 1955–1960
- Anton Mayr: 1960–1964
- Michael Stragenegg: 1964–1969
- Josef Schmiedhofer: 1969–1977
- Anton Mayr: 1977–1977
- Johann Passler: 1979–2010
- Kurt Ploner: 2010–2015
- Herbert Fauster: 2016–2020
- Günther Wisthaler: seit 2020

## Bevölkerung
Niederdorf ist gemäß den erhobenen Sprachgruppenzugehörigkeitserklärungen bzw. Sprachgruppenzuordnungserklärungen eine mehrheitlich deutschsprachige Gemeinde. Als Berechnungsgrundlage der folgenden Prozentwerte wurden die gültigen Erklärungen von Personen mit italienischer Staatsbürgerschaft herangezogen.
| Sprache     | 1981    | 1991    | 2001    | 2011    | 2024    |
| ----------- | ------- | ------- | ------- | ------- | ------- |
| Deutsch     | 93,24 % | 93,40 % | 93,32 % | 92,09 % | 88,93 % |
| Italienisch | 6,76 %  | 6,52 %  | 6,68 %  | 7,76 %  | 11,00 % |
| Ladinisch   | 0,00 %  | 0,08 %  | 0,00 %  | 0,15 %  | 0,07 %  |

## Bildung
In Niederdorf befindet sich eine Grundschule, die dem deutschen Schulsprengel der Nachbargemeinde Toblach angeschlossen ist.

## Verkehr
Die Gemeinde wird von der SS 49, die das Ortszentrum südlich umgeht, der Pustertalbahn, die am Bahnhof Niederdorf-Prags eine Zugangsstelle bietet, und der Radroute 3 „Pustertal“ durchquert.

## Sport- und Freizeitangebote
- Der Ort ist Ausgangspunkt des Dolomiten-Höhenwegs 3.
- Der Kurpark Niederdorf ist eine 5 ha große Naherholungszone mitten im Ort, der mit einer Kneipp-Anlage, einem Freiluftinhalatorium, einem Kinderspielplatz, einem Adventurepark für Jugendliche, anmietbaren Grillstellen und einem botanischen Lehrpfad ein abwechslungsreiches Angebot für Jung und Alt bietet.[14]

## Sehenswertes
- die spätbarocke Pfarrkirche zum hl. Stephan (1792–1796 erbaut) mit Fresken von Franz Altmutter, Skulpturen von Franz Xaver Nißl und Altarbild von Martin Knoller, Gruftkapelle am Friedhof
- Anna- und Totenkapelle: Der untere Teil der gotischen Doppelkapelle aus dem 15. Jh. ist eines der ältesten Bauwerke des Pustertals und dient als Totenkapelle, im oberen Teil befindet sich die Annakapelle.
- die Spitalkirche zur Heiligen Dreifaltigkeit mit der Plastik „Die Schmerzhafte Mutter Gottes“ aus dem 17. Jh., barocken Kreuzwegstationen von N. Pedevilla und einer sechsregistrigen Orgel von U. Fuetsch (1899)
- die Kirche St. Magdalena in Moos: Der Bau wird erstmals im 13. Jh. genannt und besitzt eine Franz-Köck-Orgel. Das Chorfresko stammt von Simon von Taisten.
- das Schmuckstück der Kirche zum Heiligen Nepomuk in Bad Maistatt ist ein zweisäuliger Hochaltar aus zwei Marmorsorten. Das Altarbild stammt von J. G. D. Grassmair (1735).[15]
- das Fremdenverkehrsmuseum Hochpustertal im Haus Wassermann: Es dokumentiert die Tourismusgeschichte vom Bau der Eisenbahn bis zum frühen Alpinismus.[16]